# Parafia św. Wojciecha w Mominie
Parafia Świętego Wojciecha w Mominie – parafia rzymskokatolicka w Mominie (diecezja sandomierska, dekanat Szewna). Erygowana w 1325, jednakże kościół istniał już w XI w.  Duszpasterstwo w niej prowadzą księża diecezjalni.